# Stanwood, Michigan
Stanwood är en ort (village) i Mecosta County i Michigan. Vid 2010 års folkräkning hade Stanwood 211 invånare.